# Kobza
La kobza est un ancien instrument de musique d'Europe de l'Est dont le nom dérive du kopuz d'Asie centrale et qui est proche de la bandoura et de l'oud ottoman. La kobza, cobza, kobuza, kobuz ou coboz existe en Ukraine, Moldavie, Roumanie et Hongrie. Au départ, ces instruments avaient des formes symétriques. Au XVIIIe siècle, les deux termes bandoura et kobza sont devenus synonymes dans beaucoup de documents d'époque.

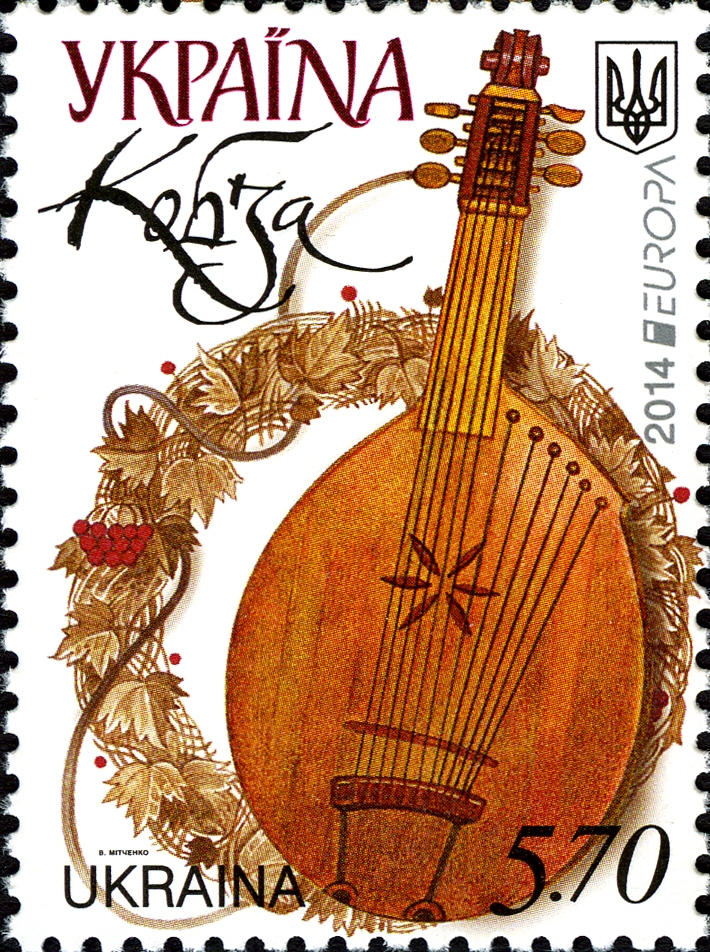
Kobza à onze cordes sur un timbre ukrainien de 2014.

La kobza ukrainienne est la plus grande, elle peut avoir jusqu'à vingt-quatre cordes et celles-ci ne sont pas pressées sur des frettes pour changer de note. En 1894, le fameux kobzar et musicologue ukrainien, Khnat Khotkiévitch, a conçu une forme asymétrique, qui permet d'accroître la gamme des notes jouées.

## Description
Il existe plusieurs formes de kobzi :
- la veresai kobza (considérée comme l'authentique kobza traditionnelle et ainsi appelée d'après le kobzar Ostap Veressaï[1]), avec six cordes hautes du côté gauche de l'instrument. Ce dernier est joué avec la main gauche qui appuie sur le manche. Le manche n'a pas de frettes ;
- la kobza d'orchestre, avec quatre cordes accordées en quintes (comme le violon) et plusieurs tailles : prima, alto, ténor et contrebasse ;
- La kobza d'accompagnement, ayant en général six ou sept cordes et un manche à frettes ; la version à six cordes est accordée comme une guitare, et la version à sept cordes comme une guitare russe.

Considérée comme « archaïque », la tradition des kobzari est devenue marginale durant la période communiste (1918-1991 en Union soviétique, 1946-1989 dans les autres pays communistes) et la plupart des kobzi ont disparu : il ne resta que très peu d'instruments, comme ceux dont jouait Vassili Litvine. La renaissance de la kobza repose surtout sur l'interprétation de l'iconographie ou d'enregistrements anciens comme ceux du musicologue Constantin Brăiloiu. Depuis la libération culturelle des années 1989-1991, de nouvelles kobzas ukrainiennes ont été construites, comme celles dont jouent Ostap Kindratchouk ou Iaroslav Krisko.

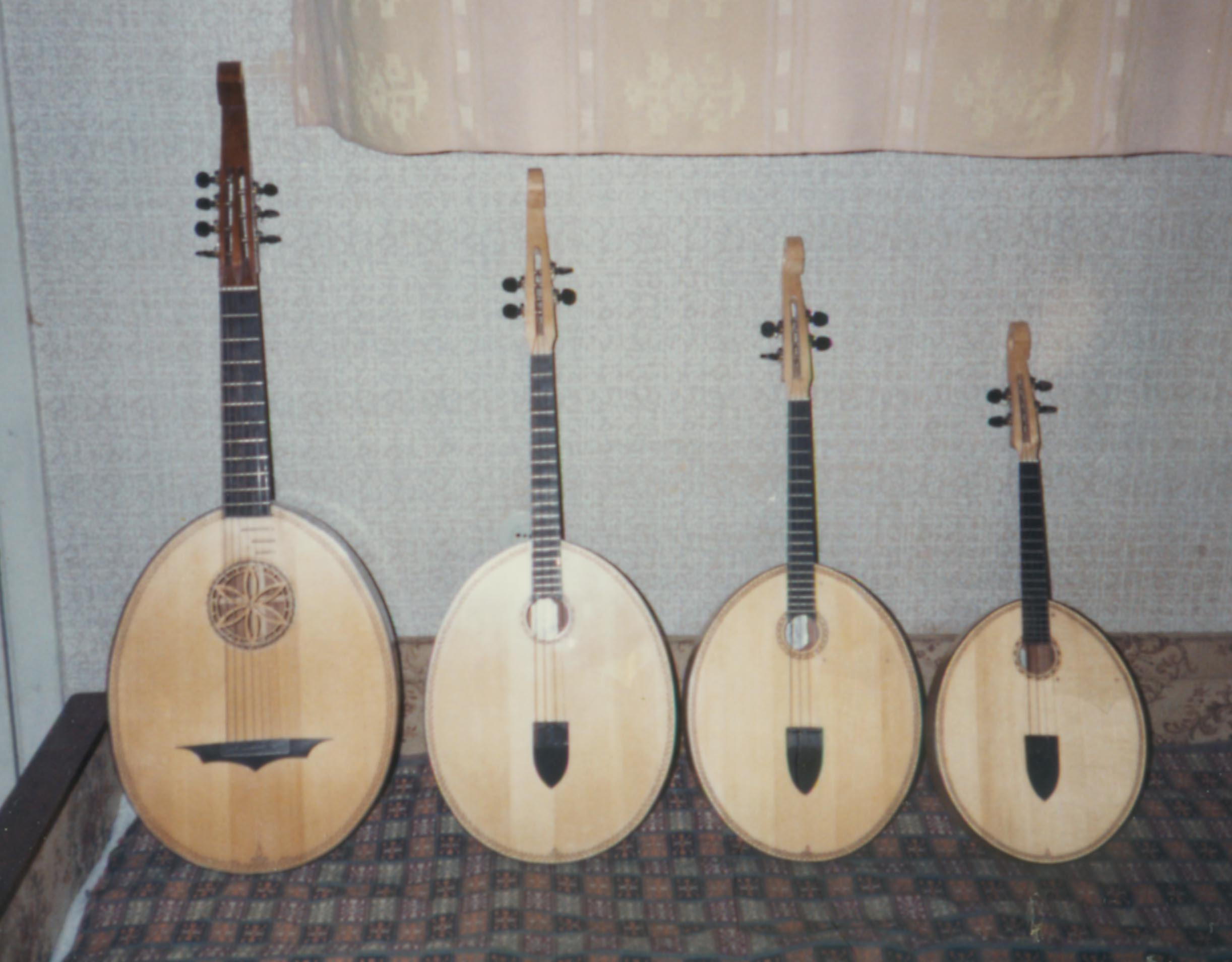
Différents modèles de kobzi.
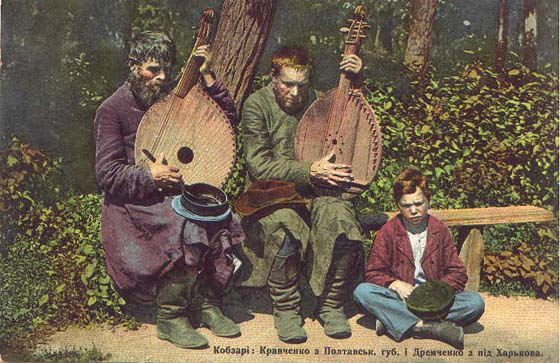
Les kobzari ukrainiens Kravtchenko et Dremchenko avec des kobzi à 24 cordes.
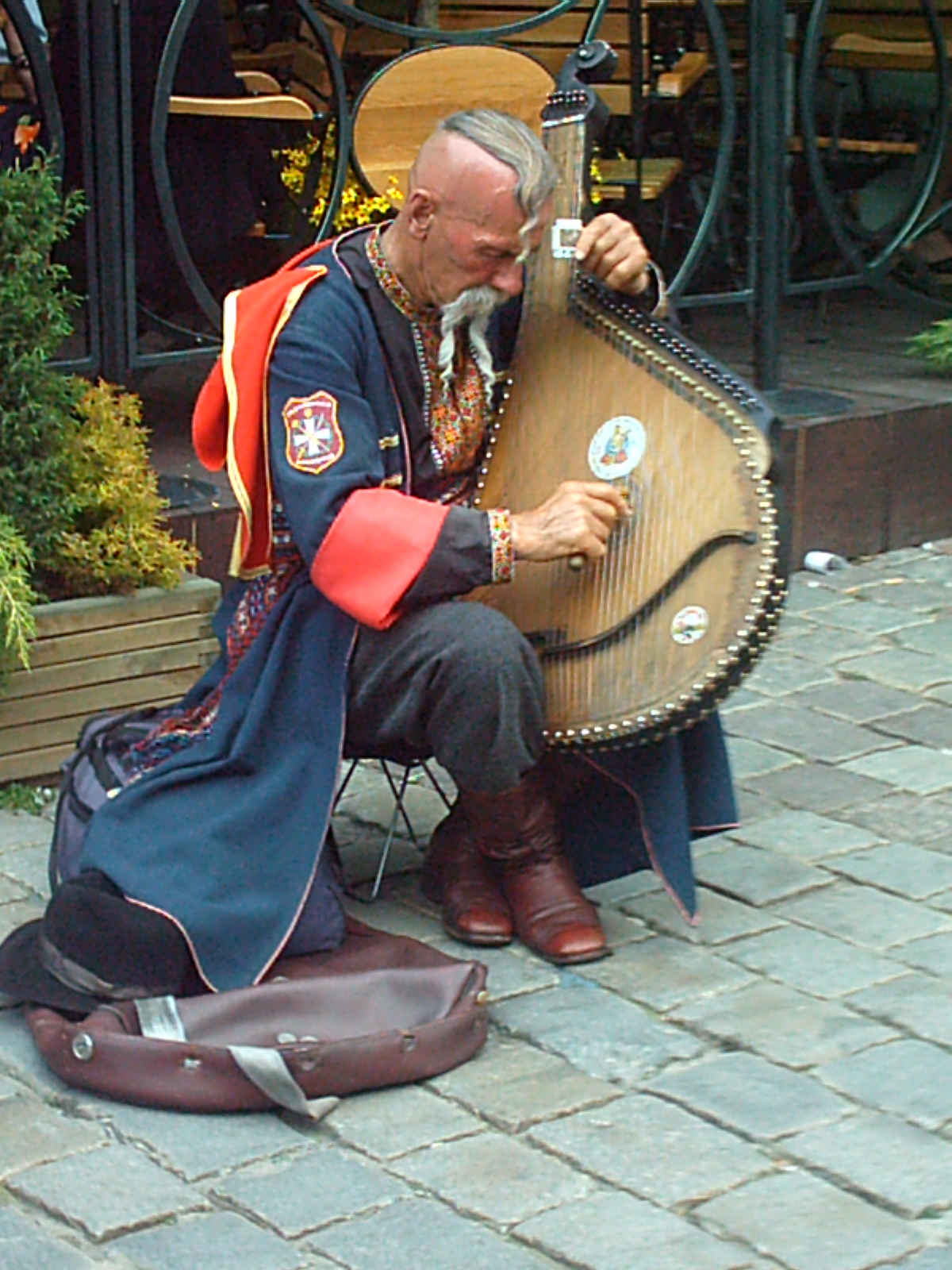
Le kobzar ukrainien Ostap Kindratchouk en 2005.
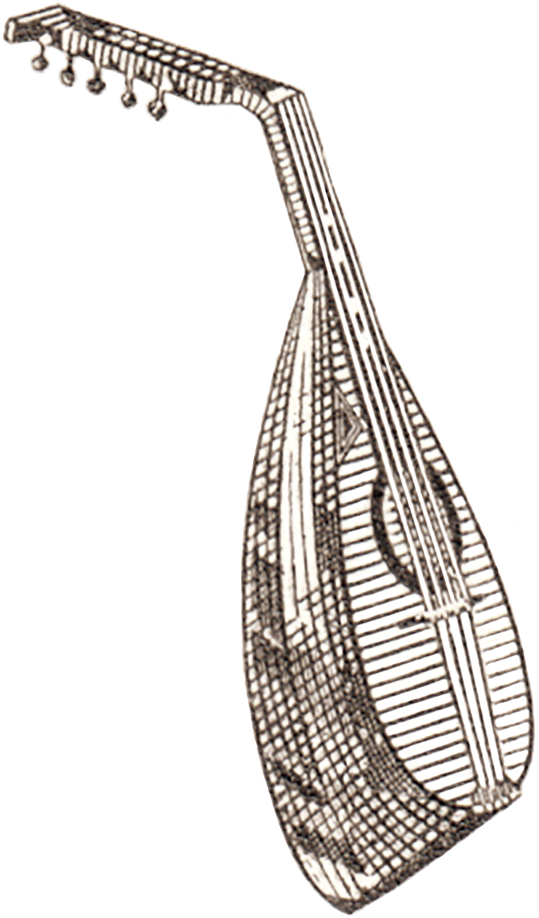
Cobza moldave.